# بیانیه تفنگت را زمین بگذار
بیانیه تفنگت را زمین بگذار بیانیه‌ای است که در پی فروریختن ساختمان متروپل در آبادان روز دوشنبه ۲ خرداد ۱۴۰۱ و سرکوب تجمعات اعتراضی در چند شهر ایران و شلیک مستقیم به سوی مردم و قطع اینترنت توسط بیش از ۱۰۰ سینماگر و هنرمند امضا و منتشر شد که در آن از نیروهای نظامی و انتظامی خواسته بودند که «سلاح‌هایشان را زمین بگذارند و به آغوش ملت بازگردند.»
پس از انتشار اولین بیانیه جمعی، محمد رسول‌اف از افزایش فشار و تماس‌های گسترده و پرشمار از نهادهای مختلف با امضاکنندگان و تهدید آنها به بازداشت، زندان و ممنوعیت از کار خبر داد. در پی افزایش‌تهدیدها و فشارها علیه سینماگران امضاکننده بیانیه «تفنگت را زمین بگذار» ۱۵ نفر از جمله پوران درخشنده، رهبر قنبری، داریوش یاری و عبدالله باکیده امضای خود را پس گرفتند.
محمد رسول‌اف و مصطفی آل‌احمد از بانیان بیانیه به اتهام آنچه که «ارتباط با ضدانقلاب» و «التهاب‌آفرینی و برهم زدن امنیت روانی جامعه» عنوان شد توسط وزارت اطلاعات بازداشت شدند. پس از بازداشت این دو هنرمند، جعفر پناهی، روز دوشنبه ۲۰ تیر ۱۴۰۱ در حالی که همراه گروهی از سینماگران برای پیگیری بازداشت محمد رسول‌اف و مصطفی آل‌احمد به دادسرای زندان اوین مراجعه کرده بود، بازداشت شد.
در واکنش به دستگیری مصطفی آل احمد، محمد رسول‌اف و جعفر پناهی و در تلاش برای آزادی این سه فیلمساز بیانیه ۶۳۰ نفر از سینماگران و کنشگران ایران با کوشش کاوه فرنام و فرزاد پاک انتشار یافت. در نهایت چهار بیانیه در اینباره از سوی کاوه فرنام و فرزاد پاک منتشر شد. 
ترانه علیدوستی از جمله ۳۳۴ نفر گروه سینماگران و کنشگران ایرانی از مجموع ۶۳۰ نفر از امضاء کنندگان بیانیه‌ی تهیه شده به کوشش کاوه فرنام و فرزاد پاک بود.  

## بیانیه اول
سینماگران در پی فاجعه فروریختن ساختمان متروپل و اعتراض‌ها در خرداد ۱۴۰۱ و کشته‌شدن ده‌ها معترض توسط مأموران حکومتی منتشر شد در «بیانیه تفنگت را زمین بگذار» خطاب به نیروهای امنیتی و نظامی عنوان کرده بودند «در برابر فریاد مردم ستم‌دیده، سلاح خود را زمین بگذارید» آنها در ادامه نوشته بودند که «فوج خروشان مردم ستمدیده از جای‌جای ایران، فریاد همراهی و همدلی با مردم دردمند آبادان سرداده‌اند. اکنون که خشم عمومی از فساد، دزدی، ناکارآمدی، سرکوب و خفقان، امواج همبسته‌ای از اعتراضات مردمی را به دنبال داشته است، از همهٔ افرادی که در یگان‌های نظامی تبدیل به عامل سرکوب مردم شده‌اند، می‌خواهیم، سلاح‌های خود را زمین گذاشته و به آغوش ملت بازگردند.»

### تهدید وزیر اطلاعات
اسماعیل خطیب وزیر اطلاعات جمهوری اسلامی پس از انتشار این بیانیه، هنرمندان و سینماگران امضا کننده را «فتنه‌انگیزان و بیانیه‌نویسان داخلی علیه نظام جمهوری اسلامی ایران» نامید و خطاب به‌آنها هشدار داد و گفت: «راه به جایی نخواهید برد!»

### امضاکنندگان اولیه بیانیه[۱۶]
1. آناهید آباد
2. حمیدرضا آشتیانی‌پور
3. هادی آفریده
4. حسن آقاکریمی
5. مصطفی آل‌احمد
6. سعید ابراهیمی‌فر
7. محمد احمدی
8. آرش اسحاقی
9. مهدی اسدی
10. سعید اسدی
11. اشکان اشکانی
12. مرجان اشرفی‌زاده
13. مهناز افضلی
14. همایون امامی
15. محسن امیریوسفی
16. محسن استادعلی
17. محمد جعفر باقری‌نیا
18. عبدالله باکیده
19. مجید برزگر
20. حسن برزیده
21. بابک بهداد
22. بهنام بهزادی
23. آزاده بی‌زارگیتی
24. فرزاد پاک
25. جعفر پناهی
26. امین پوربرقی
27. نادره ترکمانی
28. یاسمن تورنگ
29. محمد جعفری
30. لیلا حاتمی
31. سیروس حسن‌پور
32. عزیزالله حمیدنژاد
33. بابک حمیدیان
34. میلاد خالقی‌منش
35. مصطفی خرقه‌پوش
36. پوران درخشنده
37. ابولحسن داوودی
38. رضا درمیشیان
39. شهرام درویش
40. فرید دغاغله
41. علی‌رضا رئیسیان
42. جمیل رستمی
43. محمد رسول‌اف
44. ناهید رضایی
45. سحر رضوی
46. غزاله رضوی
47. کتایون ریاحی
48. علی زمانی عصمتی
49. مونا زندی
50. مینا ساداتی
51. سامان سالور
52. رضا سبحانی
53. رضوان سرمد
54. غزاله سلطانی
55. اردشیر شلیله
56. مصطفی شیری
57. امین صدرایی
58. فرشته صدرعرفایی
59. ناصر صفاریان
60. بهتاش صناعی‌ها
61. داوود عباسی
62. رضا عبیات
63. محمد عرب
64. پدرام علی‌زاده
65. مهدی فردقادری
66. سهیلا فرزاد
67. اسماعیل فلاح‌پور
68. کاوه فرنام
69. علی محمد قاسمی
70. حمیدرضا قطبی
71. رهبر قنبری
72. مهدی کرم‌پور
73. مهدی گنجی
74. محمد متوسلانی
75. آذر محرابی
76. علی مصفا
77. خسرو معصومی
78. مریم مقدم
79. کاظم ملایی
80. انسیه ملکی
81. آذر مهرابی
82. فرهاد مهرانفر
83. اسمائیل منصف
84. همیلا موید
85. مجتبی میرتهماسب
86. تهمینه میلانی
87. اسماعیل میهن‌دوست
88. مهدی نادری
89. رایا نصیری
90. محسن نظری‌خاکشور
91. بهزاد نعلبندی
92. اصغر نعیمی
93. مهرداد نیک‌نام
94. مرتضی هرندی
95. داریوش یاری
96. مریم یاوری

### سینماگرانی که به بیانیه اول پیوستند[۱۷]
پس از گذشت چند روز از انتشار بیانیه تفنگت را زمین بگذار و تهدید امضاکنندگان روز چهارشنبه ۱۱ خرداد بیش از ۷۰ سینماگر و هنرمند دیگر نیز به امضاکنندگان این بیانیه پیوستند.
1. شهاب آب‌روشن
2. فرهنگ آدمیت
3. کاوه آهنگر
4. پگاه آهنگرانی
5. کیارش اسدی‌زاده
6. جمال اسکویی
7. نیما اقلیما
8. مصطفی امامی
9. نگین امین‌زاده
10. پریسا پروین‌نیا
11. مجید پیل‌افکن
12. علی تاجیک
13. هانیه توسلی
14. رقیه توکلی
15. پوریا جاویدپور
16. فریبا جدی‌کار
17. مرتضی جذاب
18. امین جعفری
19. زهرا جعفری‌علی‌ملک
20. علی‌اصغر حصاری
21. مانی حقیقی
22. علی درخشنده
23. شاهرخ دستورتبار
24. امیرحسین دیباج
25. طاها ذاکر
26. نیما رئیسی
27. حامد رجبی
28. عاطفه رحمانی
29. محمد رسولی
30. مهدی رضایی
31. مهرداد زاهدیان
32. محمد سلمانی
33. سونیا سنجری
34. رضا شاد
35. نائله شریفی
36. بابک صلواتی
37. ساغر صنایع‌زیبا
38. ایما صنایع‌زیبا
39. نوید صولتی
40. شاهین طاهر
41. فائزه عزیزخانی
42. عطیه عطارزاده
43. ترانه علیدوستی
44. نازنین فراهانی
45. احسان فولادی‌فرد
46. علی قاضی
47. مهدی قربان‌پور
48. علی قنبری
49. مرتضی قیدی
50. محمدرضا کارکوش
51. سیامک کاشف‌آذر
52. مسعود کرامتی
53. مهران کلنگ‌دار
54. مسعود کیمیایی
55. مجید گرجیان
56. علی گل‌صباحی
57. کریم لک‌زاده
58. محمد مجلل
59. ایرج محمدی‌رزینی
60. روح‌اله مسرور
61. هادی معنوی‌پور
62. میترا مهتریان
63. پویا مهدوی‌زاده
64. احسان میرحسینی
65. حمید ناصری‌مقدم
66. عارف نامور
67. اعظم نجفیان
68. پوریا نوری
69. مرضیه وفامهر
70. بردیا یادگاری
71. مجید یزدانی

## بیانیه دوم
دومین بیانیه «تفنگت را زمین بگذار» در پی کشته‌شدن مهسا امینی، سرکوب گسترده خیزش زن، زندگی، آزادی و کشتار معترضان توسط نیروهای امنیتی نظامی توسط بیش از ۱۰۰ هنرمند امضا و با عنوان «دوربین ما باید شاهد مستقل و راوی شجاع تاریخ باشد» منتشر شد. در این بیانیه عنوان شده بود این اعتراض‌ها «فریاد خروشان مردم عصیان‌زده‌ای است که دیگر توان تحمل دروغ، دزدی، فساد، سانسور و سرکوب را ندارد.»
متن کامل بیانیه دوم تفنگت را زمین بگذار:
«صدای راستین ایران، صدای جوانان غیوری است که به حرمت و شکوه «زن» به نام گوهر «آزادی» به خیابان‌ها آمده‌اند. فریاد خروشان مردم خشمگین و عصبانی‌زده از سال‌ها دروغ، دزدی، فساد، سرکوب، تجاوز و سانسور، واقعیت انکار ناپذیر روزگار ما است که دیگر توان تحملی به سر آمده. سینماگر مستقل وظیفه‌ای ندارد جز در کنار مردم ایستادن، به تصویر کشیدن حقایق سرکوب، شکستن چارچوب‌های تحمیلی شده. ما پشت سر جوانانی که پیشرو و پرچمدار این جنبش عظیم تحول خواهی هستند ایستاده‌ایم. در کنار جوانانی از جان گذشته و خردمند که برملا و پیش‌برندهٔ حقیقی جنبش هستند. جنبشی شکوهمندانه که هیچ نوع استبداد، ولایت و دیکتاتوری متقاضی و نمی‌پذیرند. دیگر بار به همه افرادی که در یگان‌های نظامی تبدیل به عامل سرکوب و خشونت علیه مردم شده‌اند، یادآوری می‌کنیم این تفنگ‌ها با سرمایهٔ عمومی برای دفاع از مردم در اختیارشان قرار گرفته، اسلحه به سمت مردم و جوانان ایران نگیرید، به آغوش ملت بازگردید.»

### امضاکنندگان بیانیه دوم
1. کاوه فرتاش
2. شاهرخ شهبازی
3. پیروز کیمیاوی
4. منوچهر حکمت
5. فرزاد پاک
6. علی عباسی
7. عبدالرضا کاهانی
8. پژمان طلیعی
9. زهرا امیرابراهیمی
10. پگاه آهنگرانی
11. کاوه آهنگر
12. امید بنجر
13. فدیا نورالهیان
14. بابک لمینی
15. علی احمدزاده
16. رؤیا کمالی
17. مینا کاوانی
18. امیر پورصمصامی
19. نیما سروستانی
20. حمید توفیق
21. شهرام تات
22. فرید اسماعیل‌پور
23. مانا کامکار
24. رامین پدرام
25. شیرین عابدینی‌راد
26. صالح نجفی
27. امین پوررفیق
28. حسین افصحی
29. راسلان براهیمی
30. مریم رازانی
31. لُهراسبی رضایی
32. نوجا توبایی
33. علی فرح‌بخش
34. سینا عطارانی
35. بهران ایانی
36. حمیدرضا جاودان
37. مصطفی عزتی
38. سارا کلنانی
39. محیا رضایی کلانتری
40. فرح ناظم
41. آزاده شاهنازی
42. شهاب عمویی
43. شهرام ایزدی
44. مهری ملک
45. رزا پرتو
46. علی‌رضا بهبهانی
47. مجید مطلبی
48. باشا خضویی
49. آیدا کیخایی
50. محمد بیدگلی
51. نیاز سلیمی
52. امیر زانی
53. ماجد شفیعی
54. علیرضا بهنام
55. مهرداد گنجی
56. شهرام اشرفی ابیانه
57. مرک ناتلی افشار
58. شیما زمانی
59. ایمان درویشی
60. رضا جلیلی
61. محمد حسن نجفی
62. سامیار شیرمحمدی
63. آزاده وثوقی
64. امین فرهادی
65. محمد حسن نظری
66. ساسان گلفر
67. تورجا توکلی
68. منوچهر دین‌پرست
69. احمدرضا کهک
70. بهروز داریوش
71. احسان آجوری
72. محمد مسگری‌گیلانی
73. احمدرضا مدیر
74. نوینتا مدیر
75. حامد معصومی
76. فرزانه شریفی
77. سپید سپهری
78. شادی حاجی‌سپهری
79. حسام‌حسین مهدی‌بابا
80. مرتضی اصغری
81. آرش ابراهیمی
82. مجید گرجیان
83. نهال آزاد
84. امین معصومی
85. نرگس زنگنه
86. آرش توکلی
87. بیتا بیدگلی
88. فرزانه مقصودی
89. مرضیه زینبشت
90. امیرحسین بابایی
91. حامد وحید
92. روناک جعفری بیرجندی
93. علی محمدی

## ممنوع‌الکاری سینماگران
محمد خزاعی، رئیس سازمان سینمایی از ممنوع‌الکاری برخی از امضا کنندگان خبر داد. ترانه علیدوستی، هایده صفی‌یاری، نوید محمدزاده، فرشته حسینی و سعید روستایی از جمله سینماگران ممنوع‌الکار معرفی شدند.
پس از گسترش اعتراضات سینماگران و هنرمندان در پی کشته شدن مهسا امینی و خیزش زن، زندگی، آزادی، مقامات و نهادهای حکومتی معترضان را به «ممنوع التصویری» و «ممنوع‌الخروجی» تهدید کردند.